# Abel Ernesto Herrera
Abel Ernesto Herrera (Avelleneda, 8 mei 1955) is een voormalig Argentijnse voetballer.
Hij speelde zijn gehele carrière voor Estudiantes de La Plata en is met 467 wedstrijden de speler die het langst voor de club speelde. In 1982 en 1983 won hij de titel met de club. 